# Cladodio

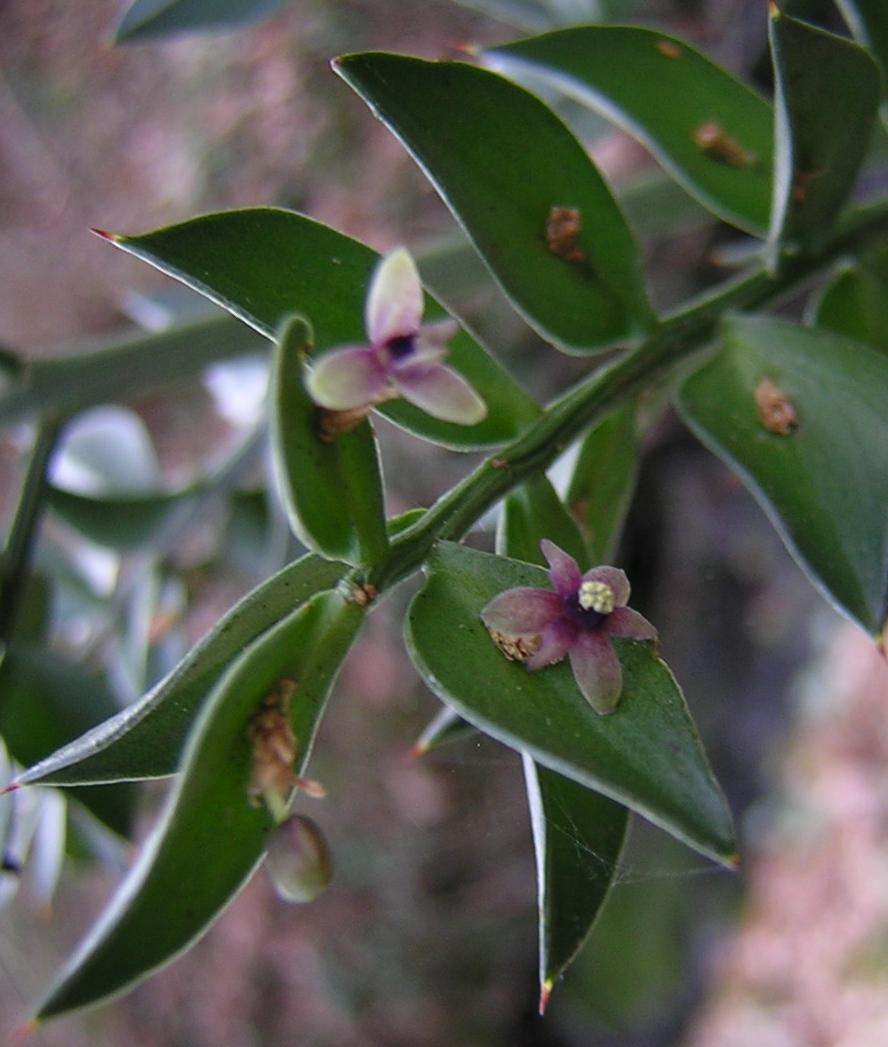
Cladodi di
Ruscus aculeatus L.

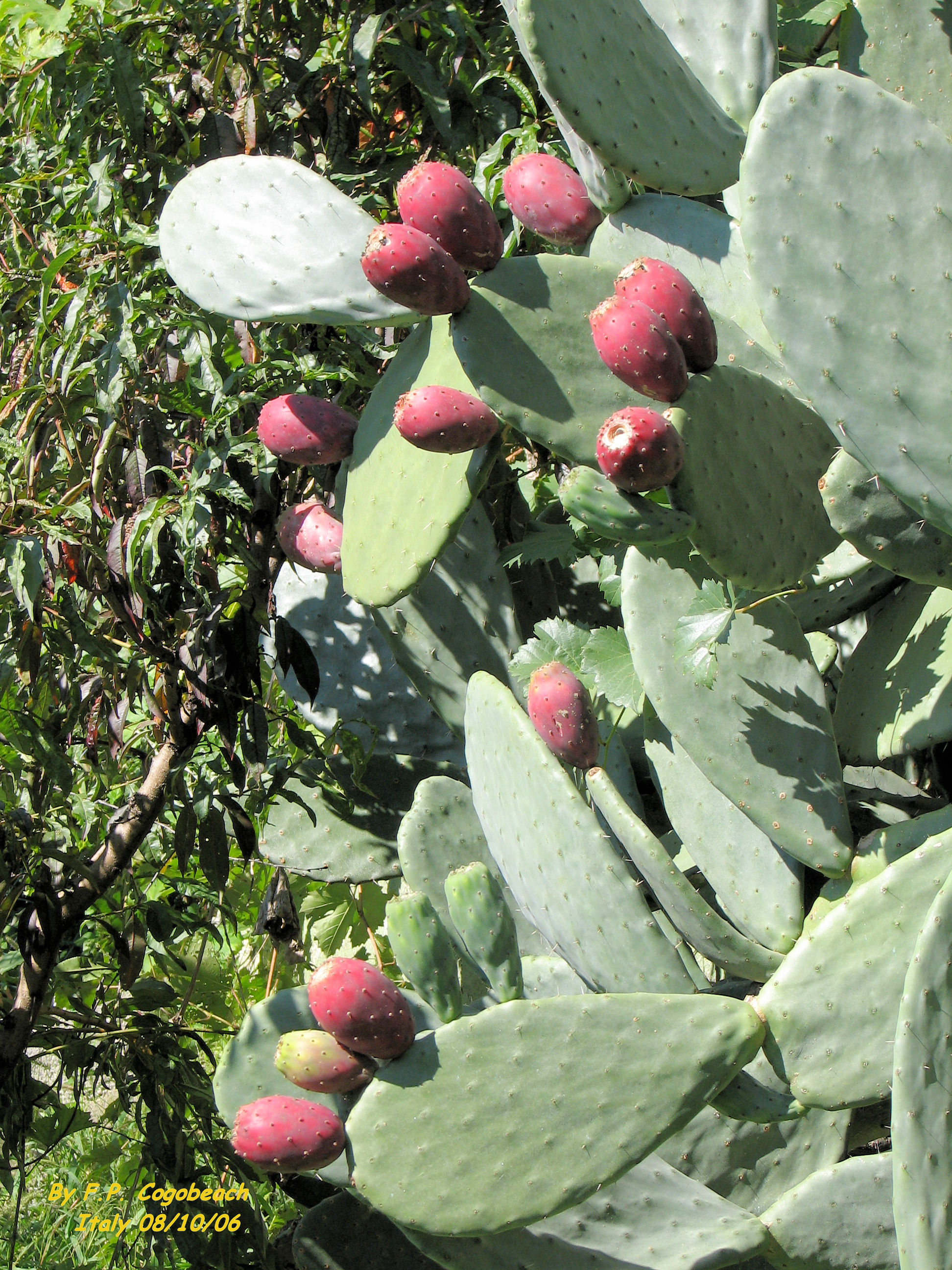
Cladodi di
Opuntia ficus-indica L.

Il cladodio (detto anche cladofillo o fillocladio) è un ramo trasformato, spesso di consistenza coriacea, che assume l'aspetto e la funzione di una foglia.
I cladodi svolgono la fotosintesi clorofilliana in piante che riducono l'apparato fogliare (es. Opuntia ficus-indica L., Ruscus aculeatus L., Asparagus). 
I cladodi sono stati identificati in fossili risalenti già al Permiano.
Phyllocladus, un genere di conifere diffuso nell'emisfero meridionale, prende il nome da queste strutture.
Recenti studi ontogenetici hanno dimostrato che i cladodi potrebbero essere strutture intermedie tra foglie e rami. Le indagini genetiche molecolari hanno confermato questi risultati.  Ad esempio, i cladodi di Ruscus aculeatus "non sono omologhi né al germoglio né alla foglia, ma hanno una doppia identità d'organo".